# Géographie du Grand Est
Cet article fournit diverses informations sur la géographie de la région Grand Est.
La région Grand Est est une région résultant de la fusion des anciennes régions Alsace, Champagne-Ardenne et Lorraine. Elle regroupe les départements du Haut-Rhin, du Bas-Rhin, de Meurthe-et-Moselle, de la Moselle, des Vosges, des Ardennes, de la Marne, de la Haute-Marne, de l'Aube et de la Meuse.

## Situation

### Géographie administrative et humaine
Le Bas-Rhin et le Haut-Rhin forment la collectivité européenne d'Alsace.
| \| Localisation du Grand Est en France \| BELGIQUE LUXEMBOURG ALLEMAGNE SUISSE Hauts-de-France Bourgogne-Franche-Comté Ardennes (08) Aube (10) Marne (51) Haute-Marne (52) Haut-Rhin (68) Bas-Rhin (67) Meurthe-et-Moselle (54) Moselle (57) Meuse (55) Vosges (88) Charleville-Mézières Troyes Châlons-en-Champagne Chaumont Colmar Strasbourg Nancy Metz Bar-le-Duc Épinal |
| Localisation du Grand Est en France |

### Géographie physique
| \| Localisation du Grand Est en France \| Vosges Ardenne Montagne de Reims Vosges du Nord Plateau de Langres Bassin parisien Plateau lorrain Woëvre Cuestas de Lorraine Plaine d'Alsace Trouée de Belfort Seuil de Lorraine Seuil de Saverne La Saône La Marne La Seine La Moselle Croix-Scaille |
| Localisation du Grand Est en France |

## Géologie
À l'est, le Rhin emprunte le fossé rhénan, au sein du rift ouest-européen.

## Parcs naturels

### Parcs naturels dans le Grand Est
Le Grand Est a 6 parcs naturels sur son territoire, avec le parc naturel régional des Ardennes, parc naturel régional de la Montagne de Reims, parc naturel régional de la forêt d'Orient, parc naturel régional des Ballons des Vosges, parc naturel régional de Lorraine et le parc naturel régional des Vosges du Nord.

#### Galerie

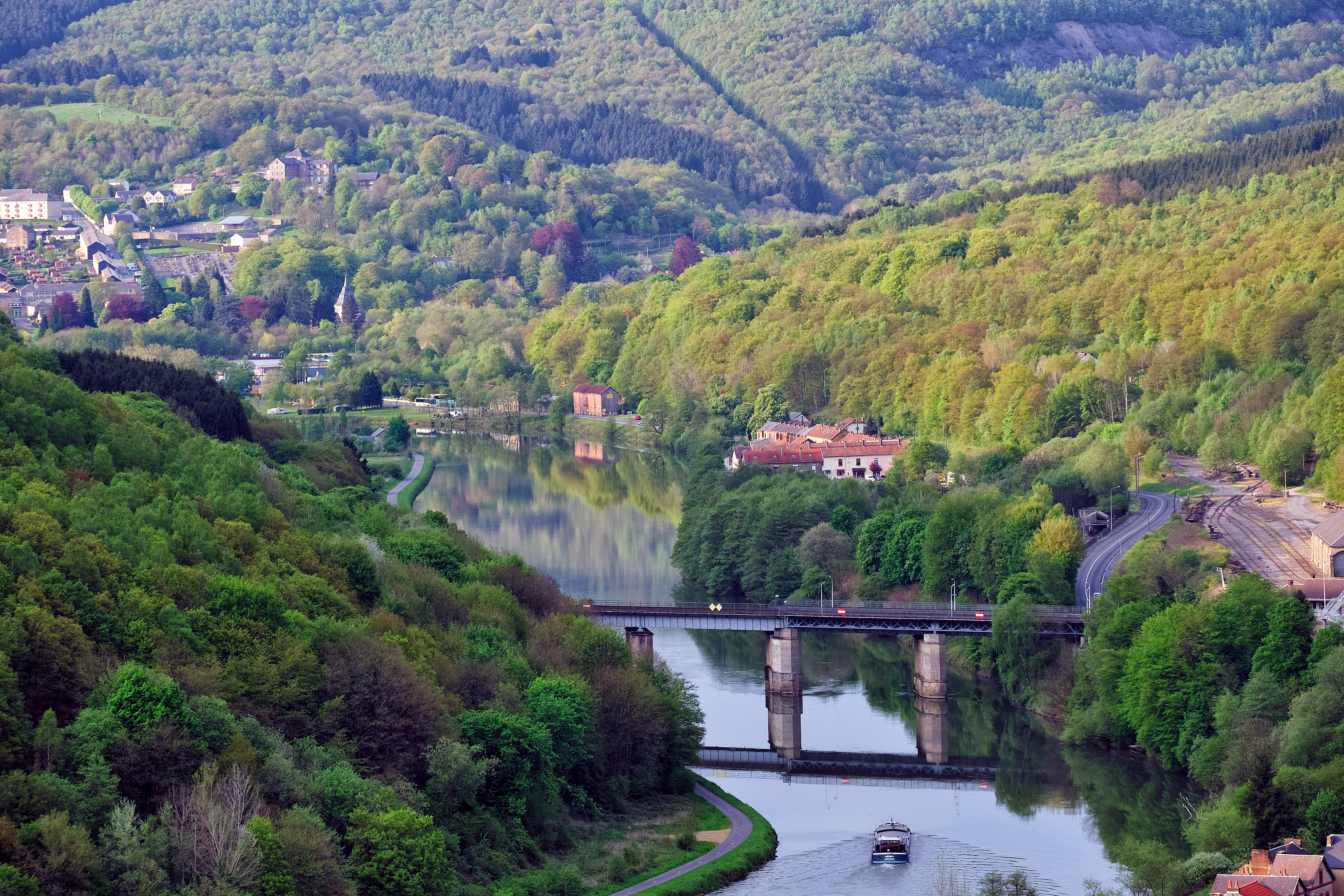
Vallée de la Meuse.
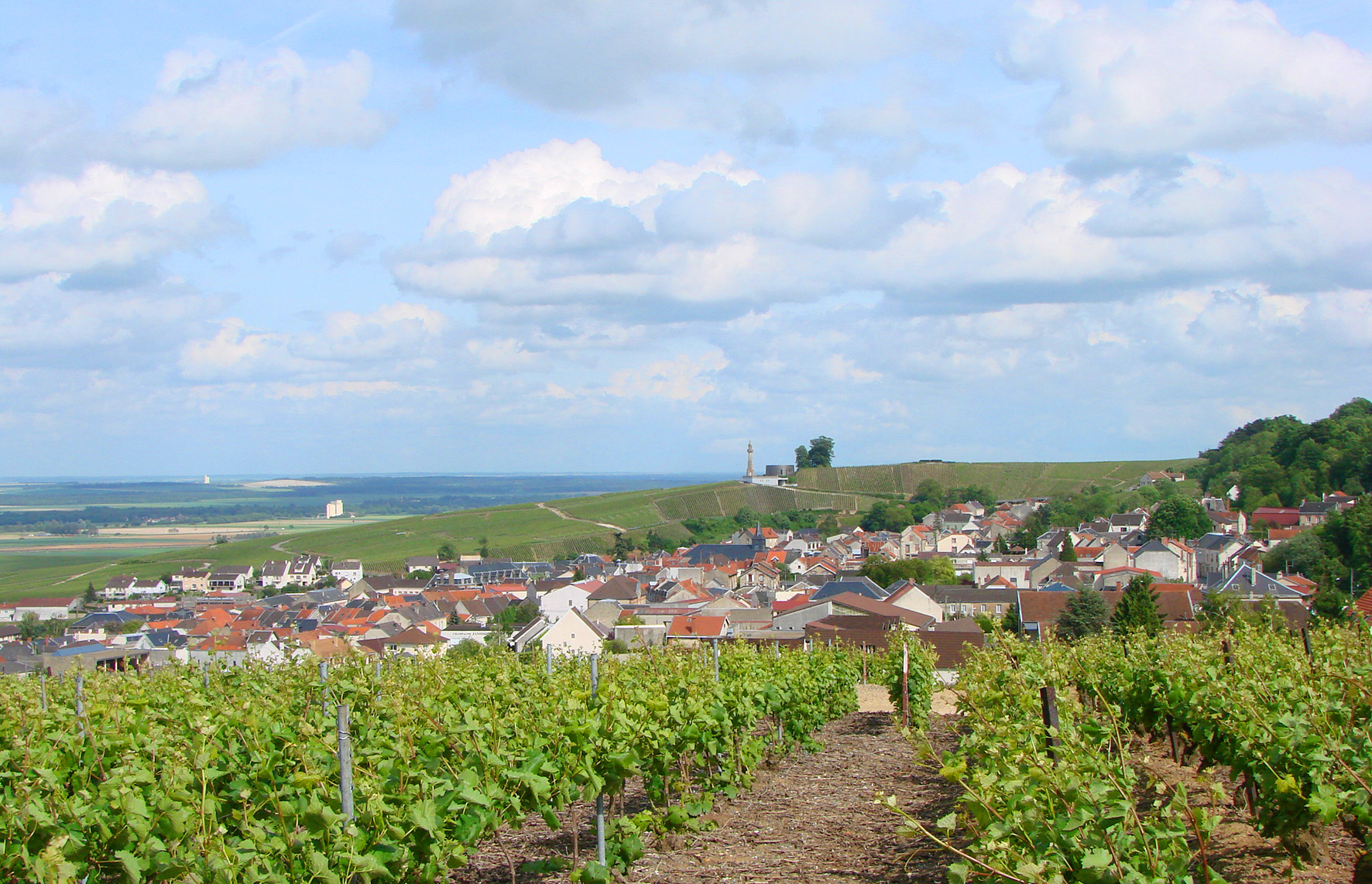
Verzenay.
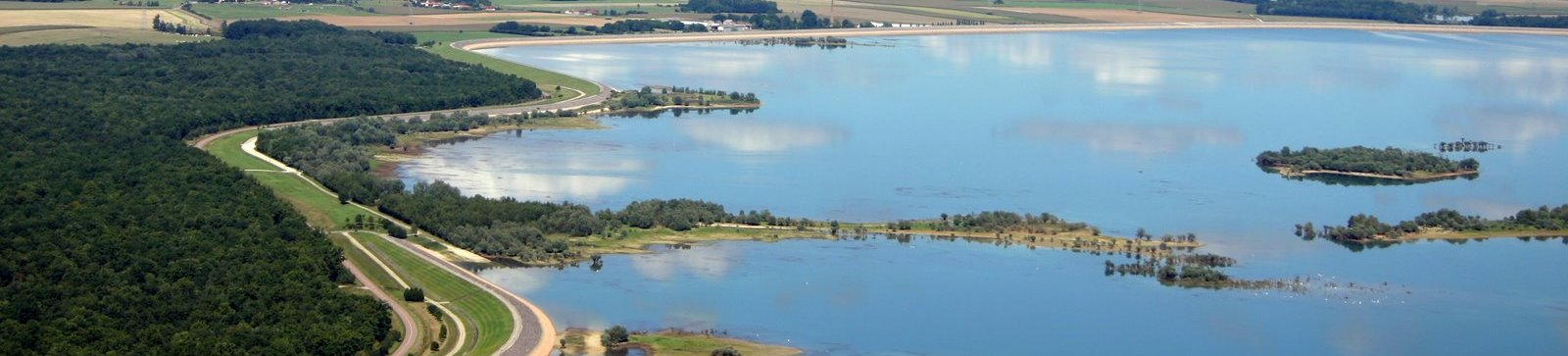
Lac du Temple.
Hohneck.
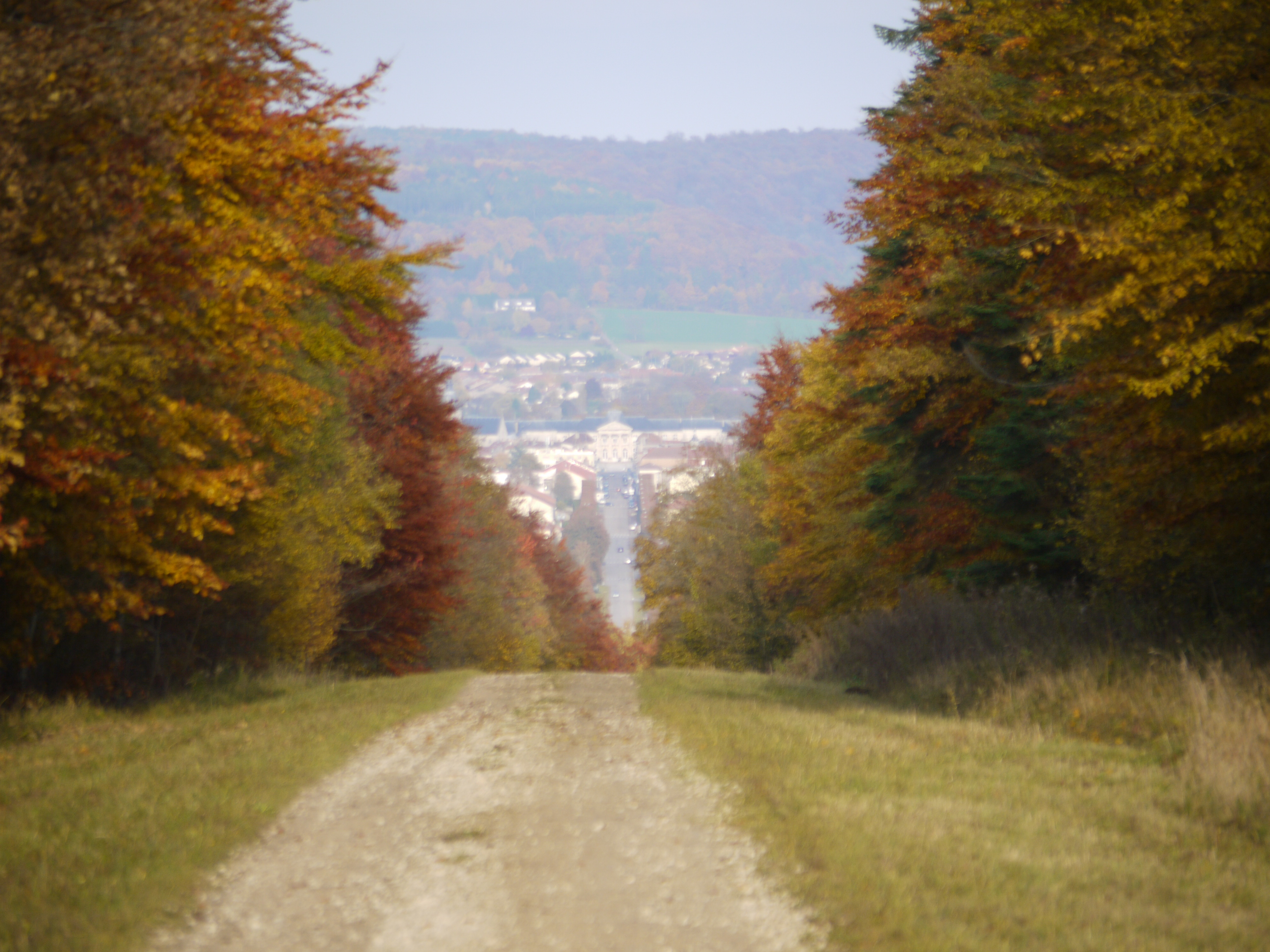
L'automne en Lorraine.
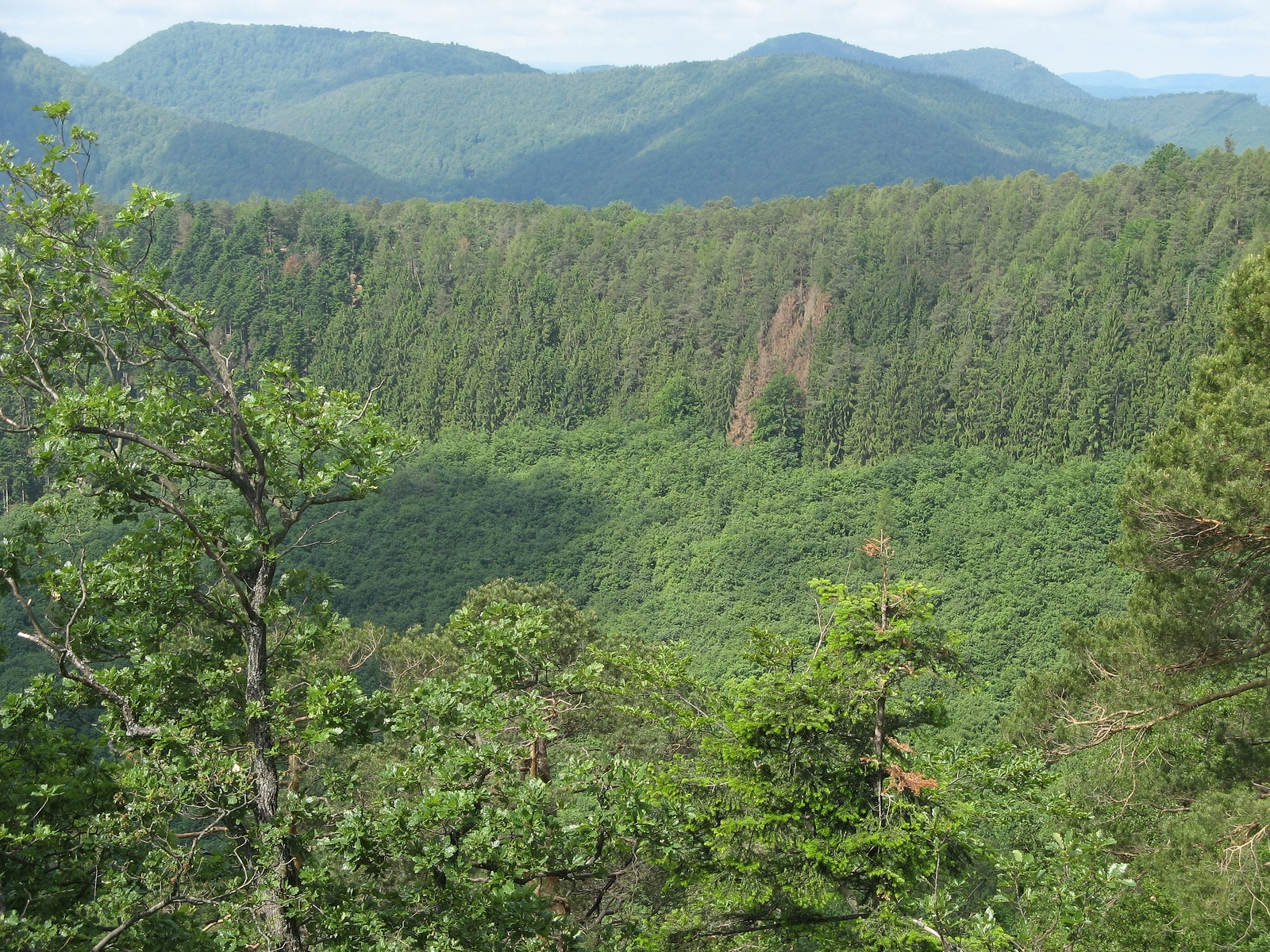
Vosges du Nord.